# Campeonato Mundial de Ciclismo em Estrada de 1967
Os Campeonatos do mundo de ciclismo em estrada de 1967 celebrou-se na localidade neerlandesa de Heerlen a 31 de agosto e 3 de setembro de 1967.

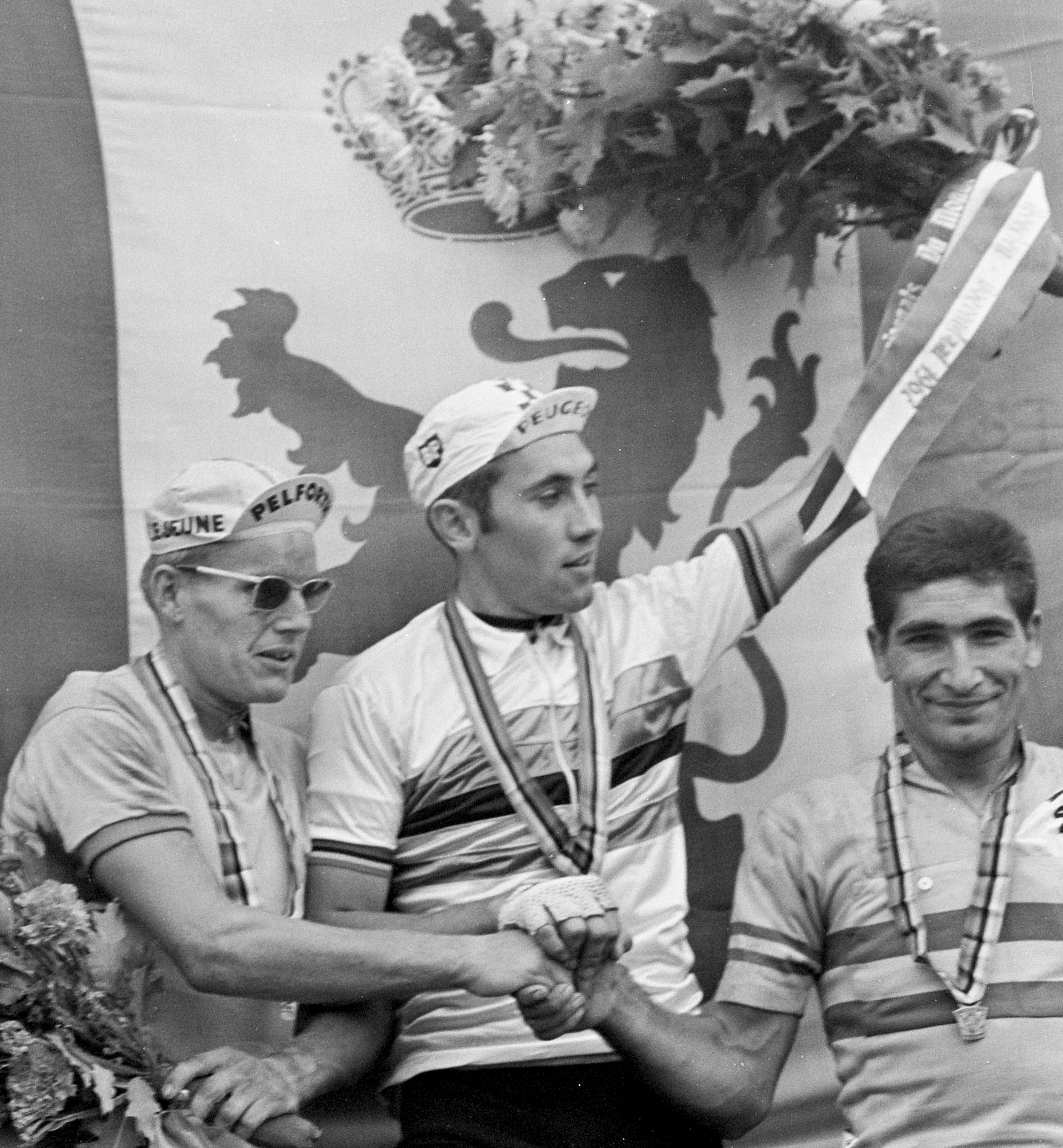
Jan Janssen, Eddy Merckx, Ramón Sáez Marzo no pódio final do Mundial de 1967

## Resultados
| Evento                       | Ouro                                                                              | Ouro        | Prata                                                                            | Prata    | Bronze                                                                        | Bronze   |
| ---------------------------- | --------------------------------------------------------------------------------- | ----------- | -------------------------------------------------------------------------------- | -------- | ----------------------------------------------------------------------------- | -------- |
| Provas masculinas            |                                                                                   |             |                                                                                  |          |                                                                               |          |
| Homens - carreira em linha   | Eddy Merckx · Bélgica                                                             | 6 h 44' 42" | Jan Janssen · Países Baixos                                                      | m.t.     | Ramón Sáez                                                                    | m.t.     |
| Contrarrelógio por equipas   | Suécia · Erik Pettersson · Gösta Pettersson · Sture Pettersson · Tomas Pettersson | -           | Dinamarca · Werner Blaudzun · Joergen Hansen · Leif Mortensen · Henning Pedersen | -        | Itália · Lorenzo Bosisio · Benito Pigato · Vittorio Marcelli · Flavio Martini | -        |
| Amador - carreira em linha   | Graham Webb · Reino Unido                                                         | 4h 58' 43"  | Claude Guyot · França                                                            | -        | René Pijnen · Países Baixos                                                   | -        |
| Provas femininas             |                                                                                   |             |                                                                                  |          |                                                                               |          |
| Mulheres - carreira em linha | Beryl Burton · Reino Unido                                                        | 1h 26' 30"  | Liubov Zadorózhnaya · União Soviética                                            | + 1' 47" | Anna Konkina · União Soviética                                                | + 5' 47" |